# Gõ kiến nhỏ trán vàng
Gõ kiến nhỏ trán vàng (danh pháp khoa học: Dendrocopos mahrattensis) là một loài chim trong họ Picidae.
Loài này tìm thấy ở tiểu lục địa Ấn Độ. Đây là loài duy nhất được đặt trong chi Leiopicus.

## Phân loại
Gõ kiến nhỏ trán vàng ban đầu được mô tả bởi nhà điểu học người Anh John Latham vào năm 1801 dưới tên nhị thức Picus mahrattensis. Bây giờ nó là loài duy nhất được đặt trong chi Leiopicus được giới thiệu bởi nhà thuyết minh người Pháp Charles Lucien Bonaparte vào năm 1854. Tên cụ thể mahrattensis là từ Marhatta, một khu vực lịch sử ở bang Maharashtra hiện đại của Ấn Độ. Tên chi Leiopicus kết hợp leios cổ điển của Hy Lạp có nghĩa là "mịn" hoặc "không râu" và pikos có nghĩa là "chim gõ kiến". Gõ kiến nhỏ trán vàng có liên quan chặt chẽ với chim gõ kiến trong chi Dendrocoptes. 

## Hình ảnh

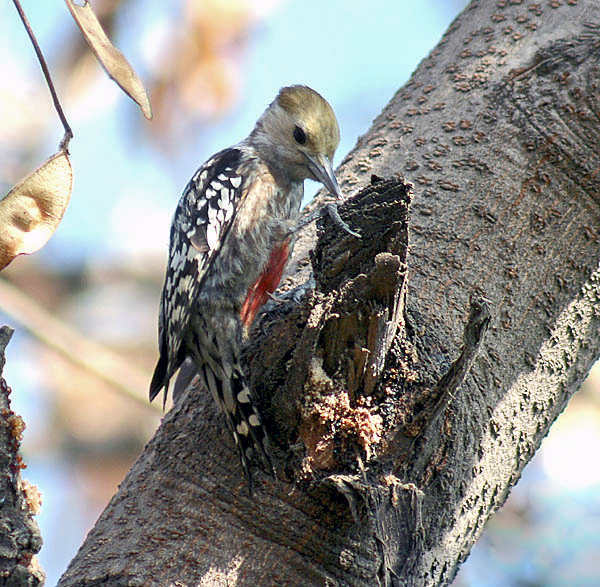
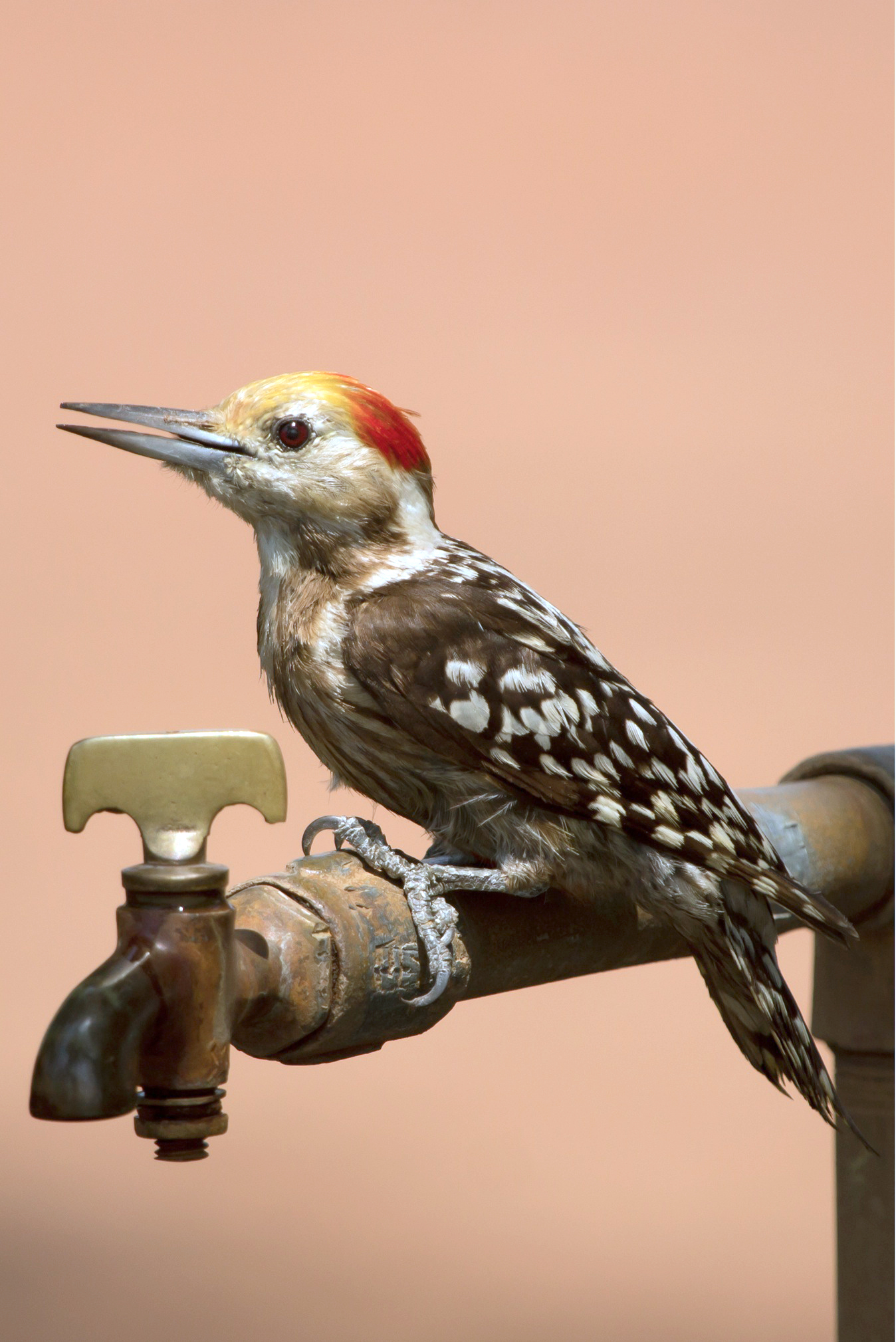